# 16トリソミー

ヒト16番染色体

16トリソミーは通常1対2本である16番染色体が3本存在する染色体異常である。妊娠12週までの早期流産の原因全体の1-2%以上を占める。流産を引き起こす常染色体異常で最も一般的である。
全ての細胞が3本の16番染色体を持つ胎児は生存できず（胎生致死）、自然流産するが、一部の細胞のみが16トリソミーである状態では出生することがある。

## モザイク型16トリソミー
全てではなく一部の細胞のみが16トリソミーである場合、生存することが可能なことがあり、モザイク型16トリソミーという稀な染色体異常として認識されている。出生前診断によりモザイク型16トリソミーと診断された162件の症例において生児出産に至ったのは66%であり、平均妊娠期間は35.7週であった。出産に至った例のうち約45%に奇形が見られ、最も多かった奇形は心室中隔欠損、心房中隔欠損、尿道下裂であった。モザイク型16トリソミーが胎盤のみに検出される場合（16トリソミーCPM（胎盤性モザイク））において、奇形が生じなかったことも報告されている。
16番染色体の一部を余分に持つ部分型16トリソミーの症例も報告されている。

## 検査

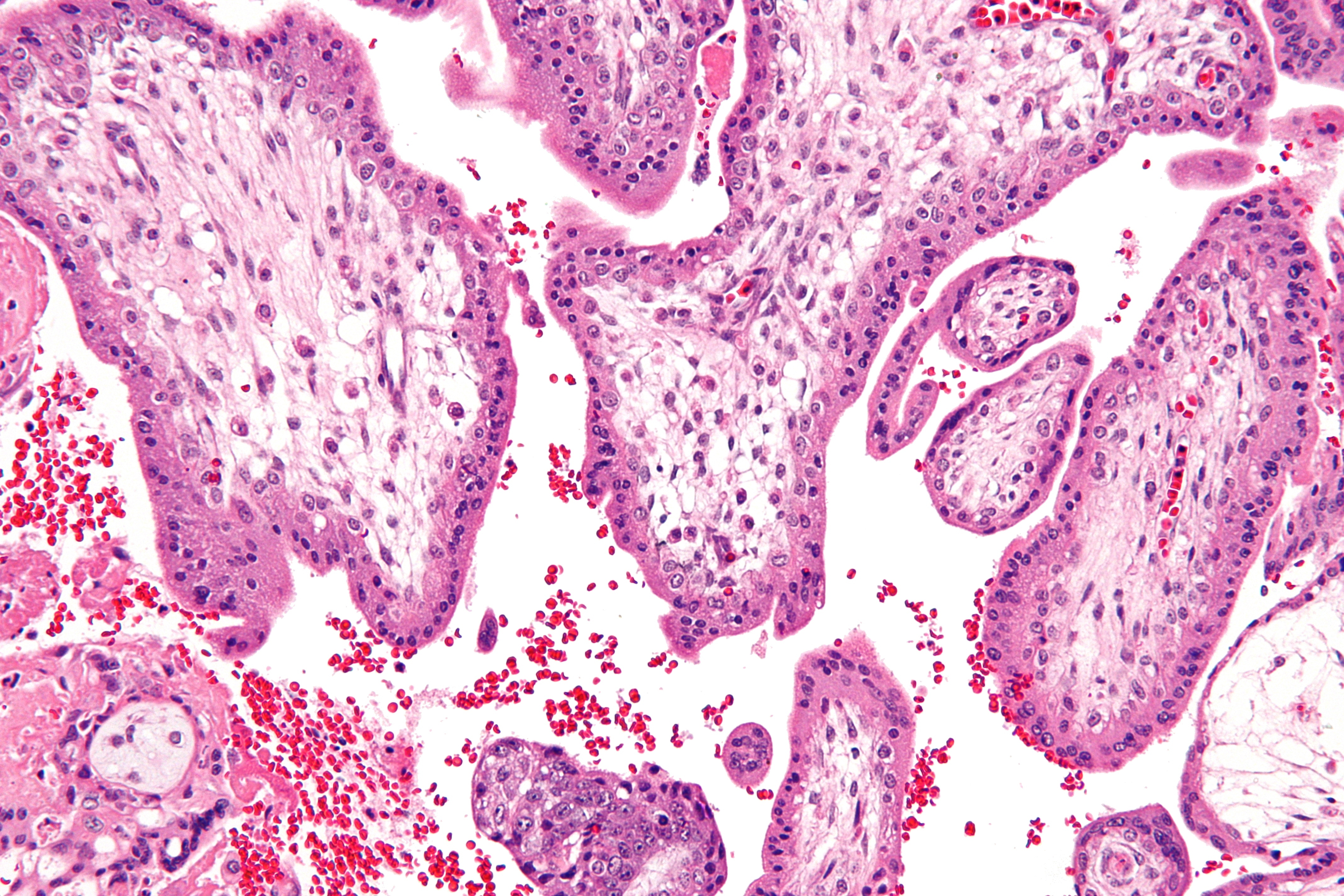
絨毛採取で採取される絨毛膜絨毛の顕微鏡写真.

妊娠中に絨毛採取や羊水検査といった出生前診断によって胎児および胎盤の16トリソミーの程度を調べることができる。G分染法の他に、比較ゲノムハイブリダイゼーションやDNAシークエンシングによっても検出することができる。出生前診断により、モザイク型16トリソミーによる影響の程度を推測することができる。